# Cabezabellosa
Cabezabellosa è un comune spagnolo situato nella comunità autonoma dell'Estremadura.